# Talaromyces marneffei
Talarómyces marnéffei  (лат.) — вид несовершенных грибов (телеоморфная стадия неизвестна), относящийся к роду Таларомицес (Talaromyces). Ранее включался в состав рода Пеницилл (Penicillium).
Диморфный гриб, при 37 °C образующий дрожжеподобные клетки. Может вызывать серьёзные микозы у людей с нарушениями иммунной системой, в частности, у больных СПИДом. Единственный известный вид рода, обладающий способностью к дрожжеподобному росту.

## Описание
Колонии на CYA на 7-е сутки 1,3—2,5 см в диаметре (при 30 °C 1,5—3,8 см), с рыхлыми мицелиальными тяжами, с белым или розоватым мицелием. Спороношение среднеобильное или обильное, в серо-зелёных тонах. В среду выделяется красный пигмент (у некоторых штаммов желтовато-красный, при 30 °C иногда не выделяется). Экссудат отсутствует. Реверс колоний красно-коричневый. При 37 °C колонии дрожжеподобные, мицелий не развивается.
На агаре с солодовым экстрактом (MEA) колонии с белым, жёлтым и красным мицелием, сверху покрытые жёлтым воздушным мицелием. Спороношение серо-зелёное. Реверс тёмно-коричневый. Растворимый пигмент красный, также выделяется при 30 °C.
На агаре с дрожжевым экстрактом и сахарозой (YES) колонии с белым мицелием, бархатистые, обильно спороносящие, с красно-коричневым реверсом и красным выделяемым в среду пигментом.
На овсяном агаре (OA) колонии с белым и жёлтым мицелием, покрытые жёлтым воздушным мицелием, со слабым или среднеобильным серо-зелёным спороношением, с коричнево-красным реверсом, у большинства штаммов с красным выделяемым в среду пигментом.
Конидиеносцы — двухъярусные кисточки, иногда с примесью одноярусных, с гладкостенной ножкой 30—100 мкм длиной и 2,5—3 мкм толщиной. Метулы в мутовке по 2—6, расходящиеся, 7—11 мкм длиной. Фиалиды игловидные до фляговидных, по 4—7 в пучке, 6—8 × 2,5—3,5 мкм. Конидии почти шаровидные, гладкостенные, 2,5—4 × 2—3 мкм.

### Отличия от близких видов
Единственный диморфный вид рода. По жёлтому воздушному мицелию на MEA сближается с Talaromyces flavovirens и Talaromyces primulinus. T. flavovirens отличается медленным ростом на MEA и отсутствием розоватой пигментации. T. primulinus не способен развиваться при 37 °C и вообще отличается ограниченным ростом.

## Экология и значение
Потенциальный патоген, отнесён к категории BSL-3 потенциально опасных для человека микроорганизмов. Встречается в Таиланде, Камбодже, на Тайване и в других странах Юго-Восточной Азии, также в Гане.

## Таксономия
Talaromyces marneffei (Segretain, Capponi & Sureau) Samson, Yilmaz, Frisvad & Seifert, Stud. Mycol. 70: 176 (2011). — Penicillium marneffei Segretain, Capponi & Sureau, Bull. Soc. Myc. France 75: 416 (1959).